# Салтыков, Василий Фёдорович (1675)
Васи́лий Фёдорович Салтыко́в (1675—1751) — русский государственный деятель, генерал-аншеф, петербургский генерал-полицмейстер.

## Биография
Самый старший (в генеалогическом смысле) представитель Салтыковых первой половины XVIII века, внук боярина Петра Салтыкова. Отца Василия Фёдоровича, стольника Фёдора Петровича Салтыкова, убили во время стрелецкого бунта 1682 года. Мать — Анна Васильевна Голицына, сестра Василия Васильевича Голицына, фаворита царевны Софьи Алексеевны.
Служил в л.-гв. Преображенском полку. Долгое время оставался в чине стольника, предпочитая это древнерусское звание чинам табели о рангах.
Императрица Анна Иоанновна (по матери Салтыкова), взойдя на престол, попыталась опереться на своих родственников. Она уговорила Салтыкова вернуться на службу, наградила орденом Св. Александра Невского и сразу же назначила его столичным генерал-полицмейстером (29.08.1732), в генерал-лейтенанты произведён 22.09.1732. После отъезда Миниха в армию (1734) пост генерал-губернатора оказался фактически упразднён, и вся административная власть в Петербурге сосредоточилась в Главной полицмейстерской канцелярии. Салтыков сделан также генерал-адъютантом (30 января 1734)
В правление Салтыкова столица разделена на 5 полицейских частей: Адмиралтейскую, Васильевскую, Выборгскую, Московскую и Петербургскую. В 1737 году учреждена «Комиссия о Санкт-Петербургском строении» (1737—1746), которая разработала новый план города и 12 «перспектив» к нему. Впервые официально утверждены наименования городских улиц, каналов, площадей, мостов. Завершилось строительство 4-го Зимнего дворца, Главного Адмиралтейства (1738), Пантелеймоновской церкви, Сампсониевского собора, открыт Сенной рынок (1736), Гостиный двор перенесён на Невский проспект, построены торговые склады на Васильевском острове, организованы команды трубочистов (1737); по его докладу учреждено 17 новых богаделен (1733), издан указ о рытье колодцев во всех дворах (1736), каждому гвардейскому полку повелено иметь противопожарное оборудование. В Адмиралтейской части был завершён так называемый «нептунов трезубец» — три магистрали, идущие от Адмиралтейства, — Невская, Средняя и Вознесенская «першпективы». Полиция эффективно боролась с преступностью, отлавливала нищих, контролировала цены на рынке.
В 1736 — 1737 годах в городе произошло два крупных пожара: причиной первого стало пьянство работников, ухаживавших за присланными из Персии слонами, второй устроили неизвестные поджигатели. Найти злоумышленников не удалось, однако, благодаря усилению мер противопожарной безопасности, подобные катастрофы уже не повторялись. Ещё одним результатом этих событий стало ужесточение полицейского контроля за всеми приезжающими и отъезжающими из города. Любителям путешествовать приходилось хлопотать о специальном «сенатском» паспорте, который выдавался Главной полицмейстерской канцелярией и должен был скрепляться подписями всех без исключения членов Сената.
В 1740 году его сняли с должности, обвинив во взятках и невыплате жалования подчинённым. Видимо, обозлившись, он принял участие в заговоре, закончившемся свержением Анны Леопольдовны и возведением на престол дочери Петра I Елизаветы Петровны. Новая государыня произвела Салтыкова в генерал-аншефы (20 ноября 1741) и поручила довезти Анну Леопольдовну, её мужа Антона Ульриха Брауншвейгского и их сына, малолетнего Иоанна VI, до рижской крепости и оттуда выслать за границу. Однако на полпути их догнал курьер с приказом передать арестованных другим конвоирам. Салтыков вернулся в столицу, где получил в качестве награды орден св. Андрея Первозванного — высший орден Российской империи.
В 1742 году по «преклонному возрасту» удалился от государственных дел, 15 декабря 1744 года вновь назначен генерал-адъютантом императрицы и скончался в 1751 году.

## Семья
Первым браком был женат на княжне Анне Борисовне Долгоруковой, вторым — на княжне Марии Алексеевне Голицыной (01.01.1701—14.10.1752), статс-даме императрицы Елизаветы Петровны, внучке боярина Бориса Алексеевича Голицына. От первого брака имел дочь Аграфену, от второго — шесть детей:
- Аграфена Васильевна (1709—1762), замужем за князем Алексеем Дмитриевичем Голицыным (1697—1768).
- Алексей Васильевич (172.— ?)
- Пётр Васильевич (1724 — после 1796), камергер, по словам императрицы Екатерины II, Салтыков был дурак в полном смысле слова, и имел самую глупую физиономию, какую она только видела, «большие неподвижные глаза, вздёрнутый нос и всегда полуоткрытый рот; при этом он был сплетник первого сорта»[1]. В течение нескольких лет считался женихом принцессы Курлядской, но поссорившись с ней, в 1753 году женился на княжне Марии Фёдоровне Солнцевой-Засекиной. Их внук Сергей Васильевич Салтыков.
- Сергей Васильевич (1726—1765), первый по времени фаворит Екатерины II.
- Мария Васильевна (1728—1792), фрейлина Елизаветы Петровны, статс-дама; замужем за сенатором Адамом Васильевичем Олсуфьевым (1721—1784).
- Анна Васильевна (1729—1799), с 1741 года фрейлина Елизаветы Петровны, с ноября 1747 года жена князя Матвея Алексеевича Гагарина (1725—1793).
- Александр Васильевич (ум. 1803)
- Екатерина Васильевна (1732—1774), фрейлина, замужем за Петром Ивановичем Измайловым (1724—1807).

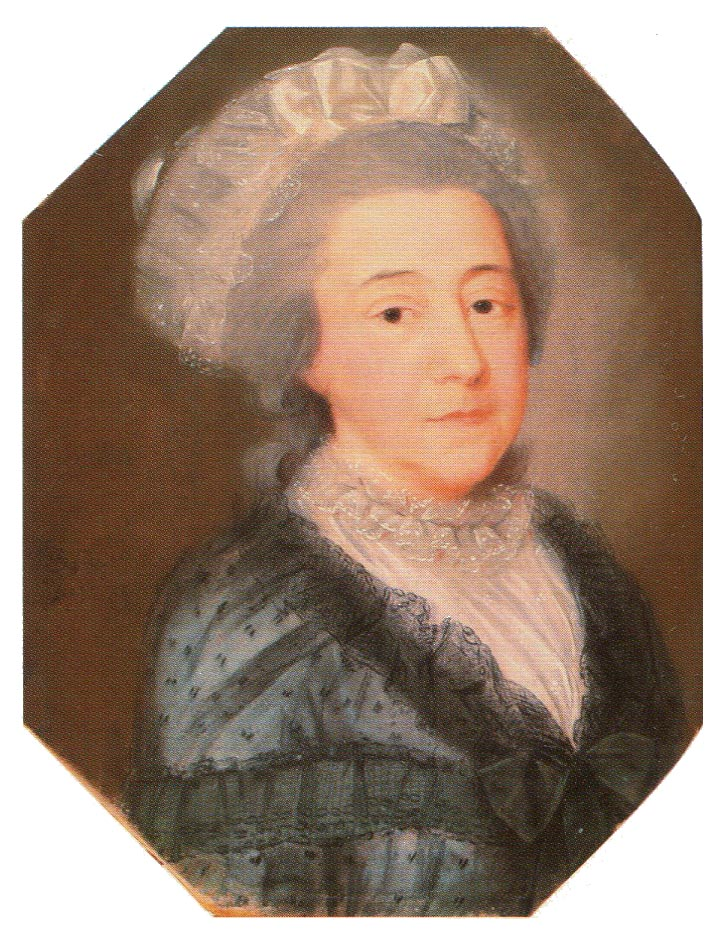
Аграфена Васильевна, дочь
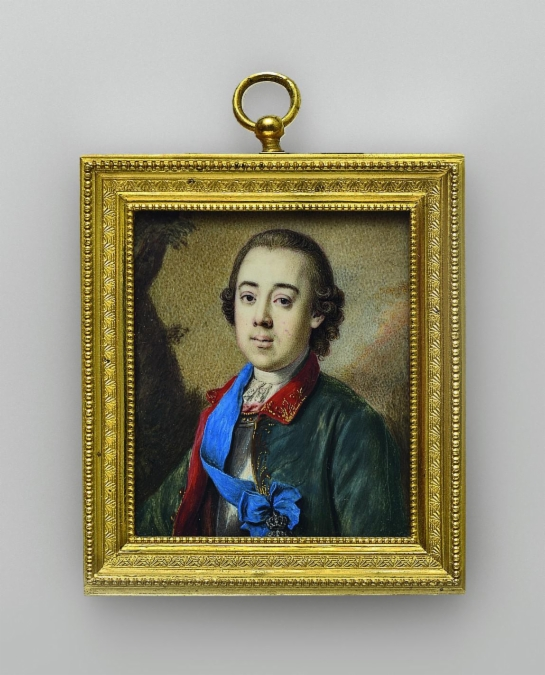
Сергей Васильевич, сын
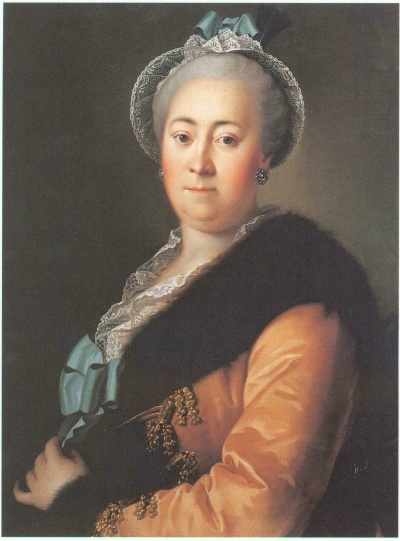
Мария Васильевна, дочь